# Jacob Pettersson Degenaar
Jacob Pettersson Degenaar, född 1692, död 1766, var en svensk pirat. Han bedrev kaparverksamhet i Östersjön under det Österrikiska tronföljdskriget genom ett franskt kaparbrev. Enligt svensk lag var han dock pirat eftersom Sverige hade förbjudit all kaparverksamhet.